# Lee Dong-hae
Lee Dong-hae (hangul: 이동해) (Mokpo, 15 de outubro de 1986), mais conhecido como Donghae, é um cantor, compositor, modelo, digital influencer e ator sul-coreano. Ele é integrante do boygroup sul-coreano Super Junior, e dos subgrupos Super Junior-M e Super Junior-D&E. Donghae também fez parte do grupo SM The Performance.

## Vida pessoal
Quando ele tinha 20 anos, o pai de Donghae faleceu vítima de câncer. Em 25 de junho de 2006, o Super Junior ganhou o prêmio "Inkigayo Mutizen Award", que foi o primeiro prêmio do grupo. Donghae deu um discurso de agradecimento ao pai que naquela época estava doente.
Em 2 de setembro de 2015, a SM Entertainment anunciou que Lee Donghae se alistaria no serviço militar obrigatório em 15 de outubro de 2015. Em 15 de outubro de 2015, Donghae entrou no Nonsan Army Training Center em Chungnam em seu aniversário.
No dia 14 de julho de 2017, Donghae foi dispensado das forças armadas após 2 anos.

## Discografia

### Trilhas sonoras e contribuições
| Ano  | Álbum                                | Canção           | Artista                       |
| ---- | ------------------------------------ | ---------------- | ----------------------------- |
| 2007 | The 2nd Asia Tour Concert Album "O"  | Spokes Man       | Donghae e TVXQ                |
| 2009 | Happy Bubble CF                      | Happy Bubble     | Donghae, Kyuhyun e Han Ji-min |
| 2010 | It's Okay, Daddy's Girl OST          | Just Like Now    | Donghae e Ryeowook            |
| 2011 | Only U                               | Only U           | Donghae e As One              |
| 2011 | Asian Song Festival 2011 with UNICEF | Dreams Come True | Donghae e Seohyun             |
| 2011 | Skip Beat! OST                       | This is Love     | Donghae e Henry               |
| 2012 | Ms Panda and Mr Hedgehog OST         | Please Don't     | Donghae                       |
| 2012 | Ms Panda and Mr Hedgehog OST         | Don't Go         | Donghae                       |

## Filmografia

### Filmes
| Ano  | Título                    | Papel                  |
| ---- | ------------------------- | ---------------------- |
| 2007 | Attack on the Pin-Up Boys | Membro da Ultra Junior |
| 2010 | Super Show 3 3D           | Ele mesmo              |
| 2012 | I AM.                     | Ele mesmo              |
| 2013 | Super Show 4 3D           | Ele mesmo              |
| 2014 | The Youth                 | Jung-woo               |
| 2015 | SMTown The Stage          | Ele mesmo              |

### Dramas de televisão
| Ano         | Título                   | Papel                        |
| ----------- | ------------------------ | ---------------------------- |
| 2010 – 2011 | It's Okay, Daddy's Girl  | Choi Wook-gi                 |
| 2011 – 2012 | Skip Beat!               | Shang Jie Yong / Bu Po Shang |
| 2012        | Ms Panda and Mr Hedgehog | Go Seung-ji                  |
| 2014        | God's Quiz Season 4      | Han Shi-woo                  |